# Clube Atlético Pernambucano
Clube Atlético Pernambucano is een Braziliaanse voetbalclub uit Carpina in de staat Pernambuco. 

## Geschiedenis
De club werd opgericht in 2006 als Clube Atlético de Vicência en speelde in de stad Vicência. De club bereikte twee keer de zevende plaats in de tweede divisie van het Campeonato Pernambucano. In 2008 verhuisde de club naar Carpina en nam de naam Atlético Pernambucano aan. Dat jaar bereikte de club de finale van de Copa Pernambuco, die ze verloren van Santa Cruz. In 2014 werd de club vicekampioen en promoveerde zo voor het eerst naar de hoogste klasse. Na drie seizoenen degradeerde de club. In 2018 speelde de club geen competitievoetbal, maar in 2019 ging de club wel weer van start in de Série A2. 